# 325 Dywizja Bezpieczeństwa
325 Dywizja Bezpieczeństwa (niem. 325. Sicherungs-Division) – jedna z dywizji bezpieczeństwa III Rzeszy z czasów II wojny światowej.
325 Dywizja Bezpieczeństwa (325 Dywizja Ochronna) utworzona została 31 sierpnia 1942 przy dowództwie wojskowym w okupowanej Francji z założeniem, iż będzie okupowała Paryż. Komendant garnizonu Paryża był jednocześnie dowódcą dywizji.
Dywizja liczyła od 25-30 tys. i podlegała Grupie Armii B. Dowodził nią gen. Hans Freiherr von Boineburg-Lengsfeld. Dywizję rozwiązano 17 grudnia 1944, a żołnierzy wcielono do dywzji które doznały ciężkich strat w walkach z aliantami w Normandii. Oficjalne rozwiązanie nastąpiło 8 stycznia 1945.

## Dowódcy dywizji
- gen. Wilhelm von Boineburg-Lengsfeld[1].

## Struktura organizacyjna
Skład w 1943:
- 1 pułk bezpieczeństwa
- 5 pułk bezpieczeństwa
- 6 pułk bezpieczeństwa
- 190 pułk bezpieczeństwa
- 325 pułk artylerii oraz 325. kompania fizylierów, 325. kompania niszczycieli czołgów, 325. kompania inżynieryjna, 325. kompanii łączności i 325. dywizyjne oddziały zaopatrzenia[2].